# Coup d'État de 1871 au Liberia
Le coup d'État de 1871 au Liberia, également connu sous le nom d'affaire Roye, a entraîné le renversement et la mort du président Edward James Roye du parti True Whig et son remplacement par Joseph Jenkins Roberts du parti républicain (en).
Roye, un riche homme d'affaires, avait été élu président du Libéria lors des élections générales de 1869 et était le premier membre du parti True Whig à occuper ce poste. Au début de son mandat, un référendum (en) a été organisé pour prolonger la durée du mandat présidentiel de deux à quatre ans. Les républicains ont refusé de reconnaître les résultats comme valides et ont organisé une élection présidentielle en 1871 (en). Roye et les True Whigs n'ont pas reconnu l'élection comme valide et n'y ont pas participé, les républicains déclarant que Roberts avait été élu sans opposition.
En octobre 1871, à la suite d'un accord de prêt controversé signé par le gouvernement de Roye, des émeutes et des combats de rue ont éclaté entre les partisans de Roye et de Roberts. Les républicains ont envoyé plusieurs délégations pour exiger la démission de Roye, mais il a refusé de démissionner et a déclaré l'état d'urgence. Il a finalement été arrêté par une foule républicaine le 28 octobre et emprisonné. Roye fut d'abord remplacé par un gouvernement provisoire, puis par son vice-président James Skivring Smith, en attendant le début du mandat de Roberts en janvier 1872. Avec six de ses partisans, Roye fut reconnu coupable de trahison en février 1872 et condamné à mort. Il est décédé dans des circonstances controversées alors qu'il tentait de s'évader quelques jours plus tard.

## Contexte
Roye est devenu président du Libéria en 1870, après avoir remporté l'élection présidentielle de 1869 en tant que candidat du parti True Whig. Roye était un riche homme d'affaires américano-libérien et membre de la classe marchande à prédominance mulâtre qui dominait la politique libérienne. Initialement membre du Parti républicain, il devint plus tard le porte-drapeau des True Whigs, une alliance de « planteurs en amont à la peau foncée pour la plupart et de la faction à la peau foncée parmi les marchands côtiers ».

### Litige sur la durée du mandat
En 1870, Roye a demandé un amendement constitutionnel pour prolonger le mandat présidentiel de deux à quatre ans. Le résultat du référendum fut contesté par le Parti républicain qui organisa en mai 1871 une élection présidentielle. Roye et ses partisans du True Whig pensaient que l'élection était invalide et n'y ont pas participé. Cependant, les Républicains ont déclaré que leur candidat Joseph Jenkins Roberts avait été élu sans opposition et prévoyaient qu'il prenne ses fonctions en janvier 1871, conformément à la constitution en vigueur.

### Polémique sur le prêt
Le Liberia a connu une dépression économique à la fin des années 1860 en raison du déclin du commerce international, dont dépendait fortement la classe dirigeante américano-libérienne. En 1871, le gouvernement de Roye obtient un prêt de 100 000 £ (équivalent à 10 200 000 $ en 2019) auprès d'une banque anglaise associée à David Chinery, le consul britannique (en) à Monrovia. Les conditions du prêt étaient défavorables et différaient de celles initialement approuvées par la législature libérienne, notamment un taux d'intérêt plus élevé, une durée de prêt plus courte et d'importantes déductions initiales résultant en une somme inférieure immédiatement à recevoir par le Trésor libérien. Des rumeurs circulaient parmi les opposants de Roye selon lesquelles lui et ses partisans étaient corrompus et avaient détourné des fonds provenant du produit du prêt.

## Coup d'État
En septembre 1871, la nouvelle des termes de l'accord de prêt provoqua des émeutes dans la capitale Monrovia et des combats de rue entre les partisans de Roye et de Roberts. À un moment donné, un coup de canon a été tiré sur la résidence présidentielle. Le mouvement contre Roye fut stimulé par le retour de Roberts d'un voyage en Angleterre le mois suivant. Les républicains l'ont accueilli en tant que président élu avec une salve de 21 coups de canon (en), tandis que ses partisans organisaient des « réunions citoyennes » visant à destituer Roye. L'une de ces réunions a adopté le 24 octobre une résolution exigeant la démission de Roye de son poste de président. Deux délégations républicaines ont rencontré Roye pour exiger sa démission, mais il a refusé et a déclaré l'état d'urgence. Quelques jours plus tard, il a tenté de quitter le pays à bord d'un bateau postal britannique, mais a été empêché de partir par une foule. Le 28 octobre, Roye a été arrêté et détenu avec son secrétaire d'État (en) et son secrétaire au Trésor (en).
Le vice-président James Skivring Smith étant absent de la capitale lorsque Roye a été renversé, un comité directeur intérimaire de trois membres a été créé le 26 octobre, composé de Reginald A. Sherman, Charles Benedict Dunbar et Amos Herring. Le comité a statué jusqu'au retour de Smith le 4 novembre 1871,. Malgré sa mise en accusation, Smith a ensuite purgé le reste du mandat de Roye jusqu'à ce que Roberts ait succédé officiellement à la présidence le 1er janvier 1872.

## Conséquences
Après l'investiture de Roberts en tant que président, Roye a été accusé de trahison avec un certain nombre de membres de son cabinet et de partisans. Il fut reconnu coupable le 10 février 1872 et condamné à mort par pendaison, avec six autres fonctionnaires. Smith a été acquitté de trahison, tandis que d'autres ont été graciés ou ont vu leur peine commuée[réf. nécessaire].
Roye est décédé quelques jours après le prononcé de sa sentence, dans des circonstances incertaines. Sa succession a été confisquée par le gouvernement libérien. Selon des dépêches contemporaines du ministre américain au Liberia (en), Roye s'est évadé de prison la nuit suivant sa condamnation, mais a été poursuivi par une foule et s'est noyé alors qu'il tentait de nager vers un navire anglais. Cependant, l'histoire du Libéria d'Abayomi Wilfrid Karnga (en) de 1926 déclare plutôt que Roye est mort en prison après avoir été battu par une foule qui avait découvert sa tentative d'évasion.
Selon Amos Sawyer, le coup d'État de 1871 « fut le premier test sérieux des dispositions institutionnelles énoncées dans la constitution ». Le renversement de Roye a été mentionné dans le rapport final de la Commission Vérité et Réconciliation du Libéria (en) en 2010, qui résumait le coup d'État comme un « renversement mulâtre [...] du premier président entièrement noir. »